# Кароліна Грушка
Кароліна Грушка (народилася 13 липня 1980 року у Варшаві ) — польська акторка театру та кіно, чотири рази номінувалася на премію «Орли» за жіночі ролі другого плану у фільмах «Пані з дитсадка» та «Ах сон мед» та за головні ролі у фільмах «Коханці з Марони та «Марія Склодовська-Кюрі».

## Біографія
Дебютувала в програмі «Дискотека Пана Джека» в 9 років. У 2003 році закінчила Театральну академію у Варшаві. У 2003–2008 роках була актрисою Національного театру у Варшаві.

## Особисте життя
Одружена з режисером Іваном Вирипаєвим. У серпні 2012 року народила доньку Магдалину. Вона вегетаріанка. У листопаді 2021 року повідомила, що хворіє на розсіяний склероз.

## Фільмографія

### Фільми
| Рік  |   | Українська назва                                 | Оригінальна назва      | Роль                                 |
| ---- | - | ------------------------------------------------ | ---------------------- | ------------------------------------ |
| 1996 | ф | Панна Ніхто                                      |                        | епізод                               |
| 1998 | ф | Кіготь                                           | Ola                    | Оля                                  |
| 1999 | ф | Російське повстання                              | Маша Миронова          | Марія Міронова                       |
| 2000 | ф | Далеко від вікна                                 | Маша Миронова          | Хелусія                              |
| 2001 | ф | У серпні 44-го…                                  | Юля                    | Юлія                                 |
| 2001 | ф | Рання весна                                      | Wanda Okszyńska        | Ванда Окшинська                      |
| 2002 | ф | Точка зупину                                     | Asia                   | Асія                                 |
| 2002 | ф | Зграя: Без пощади                                | Joanna „Nika” Różycka  | Йоанна Розицька «Ніка»               |
| 2005 | ф | Закохані з Марони                                | Ola                    | Оля                                  |
| 2006 | ф | Ми всі Христові                                  | Weronika               | Вероніка                             |
| 2006 | ф | Внутрішня імперія                                | zaginiona dziewczyna   | зникла дівчина                       |
| 2006 | ф | Французький номер                                | Magda Latonte          | Магда Латонте                        |
| 2007 | ф | Хутро                                            | Joanna Panasiuk        | Йоанна Панасюк                       |
| 2007 | ф | Кохання в підземному переході                    | skrzypaczka            | скрипачка                            |
| 2008 | ф | Кисень                                           | Санька                 | Санька                               |
| 2008 | ф | Резолюція 819                                    | Klara Gorska           | Клара Гурська                        |
| 2009 | ф | Коротке замикання                                | девушка                | дівчина                              |
| 2010 | ф | Хитрість                                         | Elżbieta               | Єлизавета, дівчина Марка             |
| 2010 | ф | Обман                                            | Zuzanna Zarotyńska     | Зузанна Заротинська, коханка Віткаци |
| 2012 | ф | Живе Білорусь!                                   | Viera                  | Віра                                 |
| 2012 | ф | Танець Делі                                      | Екатерина              | Катерина                             |
| 2013 | ф | Іван, син Аміра                                  | Мария                  | Марія                                |
| 2014 | ф | Вихователька дитячого садка                      | pani Karolina          | Міс Кароліна                         |
| 2015 | ф | Порятунок                                        |                        | жінка біля храму                     |
| 2016 | ф | Щастя світу                                      | Róża                   | Роза                                 |
| 2016 | ф | Марія Склодовська-Кюрі                           | Maria Skłodowska-Curie | Марія Склодовська-Кюрі               |
| 2017 | ф | Мистецтво кохання. Розповідь Міхаліни Віслоцької | Karolina Siwicka       | Кароліна Сівіцька                    |
| 2017 | ф | Спи дитинко                                      | Anna                   | Анна                                 |
| 2020 | ф | Розваги                                          | ОНА                    | ВОНА                                 |
| 2020 | ф | Смерть Зигельбойма                               | Ewa Zemler             | Єва Землер                           |
| 2020 | ф | Гуллерг                                          | Daniella               | Даніелла                             |
| 2021 | ф | Місто                                            | Teresa Pełka           | Тереза Пелка                         |
| 2022 | ф | Завеликий для казок                              | mama Waldka            | Мати Вальдека                        |
| 2022 | ф | Детектив Бруно                                   | Hanna                  | Ганна                                |

### Серіали
| Рік       |   | Українська назва                     | Оригінальна назва           | Роль                                      |
| --------- | - | ------------------------------------ | --------------------------- | ----------------------------------------- |
| 1997—1997 | с | Слава та похвала                     | dziewczyna w kawiarni       | дівчина в кафе                            |
| 1997—1997 | с | Божа підкладка                       | Gienia                      | Ґенія, дочка Мариськи та Казимира         |
| 1997—1997 | с | Шлях Алківіада                       | Ola                         | Оля                                       |
| 2002—2002 | с | Зграя: Без пощади                    | Joanna „Nika” Różycka       | Йоанна Розицька «Ніка»                    |
| 2002—2002 | с | Відьмак                              | Morenn                      | дріада Моренн                             |
| 2002—2002 | с | Рання весна                          | Wanda Okszyńska             | Ванда Окшинська, вихователька Туржицького |
| 2004—2005 | с | Офіцер                               | Malwina Wielgosz            | Мальвіна Вельгош                          |
| 2005—2005 | с | Божа підкладка II                    | Gienia Lulewicz             | Ґенія Лулевич                             |
| 2006—2006 | с | Офіцери                              | Malwina Wielgosz            | Ґенія Лулевич                             |
| 2006—2006 | с | Фальшивомонетники - Повернення зграї | Joanna „Nika” Różycka       | Йоанна Розицька «Ніка»                    |
| 2007—2007 | с | Таємниця фортеці шифрів              | Natalia Russt               | Наталія Руст                              |
| 2007—2007 | с | На шляху до серця                    | Эмили Войцековски           | Емілія Войцековський                      |
| 2009—2009 | с | Три сезони в пеклі                   |                             | Яна                                       |
| 2010—2010 | с | Епоха честі                          | Inga Neuman                 | співачка Інга Нойман, подруга Райнера     |
| 2015—2015 | с | Червоні браслети                     | Ася                         | Ася                                       |
| 2015—2015 | с | Мосгаз. Справа №3: Павук             | Регина Оленева              | Регіна Оленєва                            |
| 2020—2020 | с | Генетичний код                       | Izabela Berger              | Ізабелла Бергер                           |
| 2020—2020 | с | Царство жінок                        | Olga Maj                    | Ольга Май                                 |
| 2021—2021 | с | Будинок під двома орлами             | Zofia Szablewska            | Софія Шаблевська в молодості              |
| 2022—2022 | с | Відсутній                            | Anna Pogorzelska / „Suzana” | Анна Погорзельська «Сюзана"               |

### Польський дубляж
- Принцеса на горошині ( 2002 ) як Дарія
- Стара казка. Коли сонце було богом ( 2003 ) як Weird
- Щоденники принцеси 2: Королівські заручини ( 2004 ) як Princess Mia
- Суперсімейка ( The Incredibles, 2004) як Віола Парр, дочка Суперсімейки
- Суперсімейка 2 ( The Incredibles 2, 2018) як Wiola Parr

## Дискографія
Збірки різних виконавців
| рік      | Назва                                                                          | Трек                                                                              | Джерело |
| -------- | ------------------------------------------------------------------------------ | --------------------------------------------------------------------------------- | ------- |
| 1994 рік | Дискотека Джека 3 - Дата: 1994 рік - Видавництво: Проніт                       | - Кароліна Грушка – «Бізнесвумен» - Кароліна Грушка, Анна Грушка – "Грай у теніс" | [ 9 ]   |
| 1998 рік | Пісні та музика з фільму Спона - Дата: 1998 рік - Видавництво: PolyGram Польща | - Кароліна Грушка - "Пісня про щастя"                                             | [ 10 ]  |

## Призи та нагороди
- 1998 – Марцинек – Приз дитячого журі за найкращу чоловічу чи жіночу роль у дитячому фільмі на 16-му Міжнародному кінофестивалі молодих глядачів Але кіно! у Познані [11] за роль у <i id="mwAds">«Споні»</i> .
- 2005 - 30. Фестиваль польського кіно в Гдині : Золоті леви за найкращу головну жіночу роль ( Kochankowie z Marony, 2005);
- 2006 - Премія ім Збишек Цибульський : номінація за найкращу жіночу роль у фільмі «Коханці з Марони» ;
- 2007 - Польська кінопремія - Орел : номінація за найкращу жіночу роль у фільмі Коханкові з Марони, 2005;
- 2008 – Огляд кінотворчості «Пола та інші», премія «Політка» [12] : премія актрисі, яка робить кар’єру в кіно іноземною мовою;
- 2009 – Чеська кіноакадемія: номінація на премію «Чеський лев» у категорії «Виконавча жіноча роль» за роль у фільмі «Три сезони в пеклі», реж. Томаш Масін;
- 2010 – 45 огляд малих театрів Контрапункт 2010:
  - Заохочувальна нагорода Казімєж Кшановський «за те, що зводив нас з розуму» під час виконання тексту Івана Вирипаєва «Липень»;
  - Премія журналістів «за поетичність акторської гри» у виставі «Липень» Івана Вирипаєва;
- 2010 р. - Премія ім Олександра Зельверович з місячника « Театр »: за найкращу жіночу акторську гру сезону 2009/2010 за роль у фільмі « Липень », реж. Іван Вирипаєв у Театрі на Волі у Варшаві.

## Виноски
1. ↑  Deutsche Nationalbibliothek Record #1061886654 // Gemeinsame Normdatei — 2012—2016.
2. ↑  Filmportal.de — 2005.
3. ↑  Discogs — 2000.
4. ↑  Teatr: Karolina Gruszka w monologu 60-letniego faceta. mmwarszawa.pl. 28 września 2009.
5. ↑  Gruszka urodziła! Ma... fakt.pl. 23 серпня 2012.
6. ↑  Karolina Gruszka. Wegetarianizm jest spójną częścią mnie.
7. ↑  Karolina Gruszka cierpi na stwardnienie rozsiane. Opisała swoje życie z chorobą (пол.), 21 листопада 2021
8. ↑  "Miałam szczęście, bo dużo o tym wiedziałam". Karolina Gruszka o swojej chorobie (пол.), архів оригіналу за 6 квітня 2023, процитовано 6 квітня 2023
9. ↑  Dyskoteka Pana Jacka 3; discogs.com.
10. ↑  Piosenki I Muzyka Z Filmu Spona. discogs.com (англ.).
11. ↑  16 Ale Kino! – Strona oficjalna.
12. ↑  Historia i Laureaci Politki...